# Alseuosmiaceae
Alseuosmiaceae es una familia de plantas del orden Asterales, nativa de Nueva Caledonia y Nueva Zelanda donde crece en selvas húmedas.

## Descripción
Son arbustos con las hojas simples, con los bordes enteros o dentados. Las flores, solitarias, son terminales o axilares, raramente se agrupan en racimos. La fruta es una baya.

## Taxonomía
La familia fue descrita por  Herbert Kenneth Airy Shaw, y publicado en Kew Bulletin 18: 249. 1965.

## Géneros
- Alseuosmia A.Cunn., 1838
- Crispiloba Steenis, 1984
- Platyspermation Guillaumin, 1950
- Wittsteinia F.Muell., 1961 (sin.: Memecylanthus Gilg & Schltr., Pachydiscus Gilg & Schltr.,  Periomphale Baill.)[3][4]